# Argentína a 2020. évi téli ifjúsági olimpiai játékokon

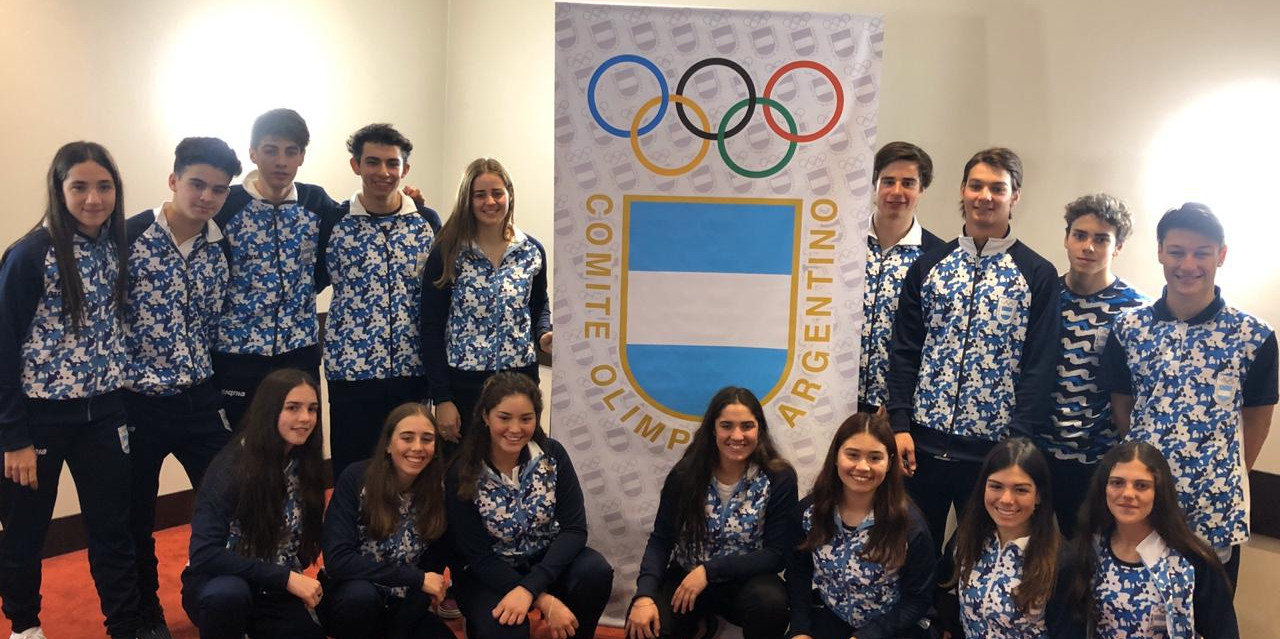
Az ifjúsági olimpiai játékok argentin küldöttségének tagjai

Argentína a Lausanneban megrendezett 2020. évi téli ifjúsági olimpiai játékok egyik részt vevő nemzete volt.

## Alpesisí

### Fiú
| Versenyző        | Versenyszám            | 1. futam | 1. futam | 2. futam | 2. futam | Összesen | Összesen |
| Versenyző        | Versenyszám            | Idő      | Hely.    | Idő      | Hely.    | Idő      | Hely.    |
| ---------------- | ---------------------- | -------- | -------- | -------- | -------- | -------- | -------- |
| Bautista Alarcón | Műlesiklás             | 39,00    | 20.      | Kiesett  | Kiesett  | Kiesett  | Kiesett  |
| Bautista Alarcón | Óriás-műlesiklás       | 1:09,49  | 37.      | Kiesett  | Kiesett  | Kiesett  | Kiesett  |
| Bautista Alarcón | Szuperóriás-műlesiklás |          |          |          |          | 57,30    | 32.      |
| Bautista Alarcón | Összetett              | 57,30    | 32.      | Kiesett  | Kiesett  | Kiesett  | Kiesett  |
| Tiziano Gravier  | Műlesiklás             | 39,20    | 23.      | 41,43    | 17.      | 1:20,63  | 15.      |
| Tiziano Gravier  | Óriás-műlesiklás       | 1:04,61  | 6.       | 1:07,64  | 25.      | 2:12,25  | 19.      |
| Tiziano Gravier  | Szuperóriás-műlesiklás |          |          |          |          | 55,07    | 7.       |
| Tiziano Gravier  | Összetett              | 55,07    | 7.       | Kiesett  | Kiesett  | Kiesett  | Kiesett  |

### Lány
| Versenyző                | Versenyszám            | 1. futam      | 1. futam      | 2. futam | 2. futam | Összesen | Összesen |
| Versenyző                | Versenyszám            | Idő           | Hely.         | Idő      | Hely.    | Idő      | Hely.    |
| ------------------------ | ---------------------- | ------------- | ------------- | -------- | -------- | -------- | -------- |
| Esperanza Pereyra Iraola | Műlesiklás             | 50,70         | 31.           | 49,03    | 26.      | 1:39,73  | 26.      |
| Esperanza Pereyra Iraola | Óriás-műlesiklás       | Nem ért célba | Nem ért célba | Kiesett  | Kiesett  | Kiesett  | Kiesett  |
| Esperanza Pereyra Iraola | Szuperóriás-műlesiklás |               |               |          |          | 1:00,85  | 35.      |
| Esperanza Pereyra Iraola | Összetett              | 1:00,85       | 35.           | 41,50    | 27.      | 1:42,35  | 26.      |
| Sofía Saint Antonin      | Műlesiklás             | Nem ért célba | Nem ért célba | Kiesett  | Kiesett  | Kiesett  | Kiesett  |
| Sofía Saint Antonin      | Óriás-műlesiklás       | 1:10,70       | 35.           | 1:09,63  | 28.      | 2:20,33  | 27.      |
| Sofía Saint Antonin      | Szuperóriás-műlesiklás |               |               |          |          | 1:01,32  | 38.      |
| Sofía Saint Antonin      | Összetett              | 1:01,32       | 38.           | 41,55    | 28.      | 1:42,87  | 27.      |

### Vegyes csapat
| Versenyző                           | Versenyszám              | Nyolcaddöntő                 | Negyeddöntő       | Elődöntő          | Döntő             | Hely. |
| Versenyző                           | Versenyszám              | Ellenfél Eredmény            | Ellenfél Eredmény | Ellenfél Eredmény | Ellenfél Eredmény | Hely. |
| ----------------------------------- | ------------------------ | ---------------------------- | ----------------- | ----------------- | ----------------- | ----- |
| Tiziano Gravier Sofía Saint Antonin | Párhuzamos vegyes csapat | Egyesült Államok (USA) · 3–1 | kiesett           | kiesett           | kiesett           | 11.   |

## Jégkorong

### Fiú
| Versenyző       | Csapat        | Versenyszám        | Csoportmérkőzések    | Csoportmérkőzések   | Csoportmérkőzések  | Csoportmérkőzések    | Csoportmérkőzések     | Csoportmérkőzések     | Csoportmérkőzések  | Elődöntő          | Döntő / HO       | Hely. |
| Versenyző       | Csapat        | Versenyszám        | Csoport- kör         | Csoport- kör        | Csoport- kör       | Csoport- kör         | Csoport- kör          | Csoport- kör          | Csoport- kör       | Elődöntő          | Döntő / HO       | Hely. |
| --------------- | ------------- | ------------------ | -------------------- | ------------------- | ------------------ | -------------------- | --------------------- | --------------------- | ------------------ | ----------------- | ---------------- | ----- |
| Junior Espósito | Fekete csapat | 3 × 3-as jégkorong | Barna csapat V 13–11 | Piros csapat V 9–12 | Kék csapat GY 7–14 | Sárga csapat GY 19–7 | Narancs csapat V 8–14 | Szürke csapat GY 8–16 | Zöld csapat GY 4–6 | Zöld csapat V 7–3 | Barna csapat 6–5 | 4.    |

### Lány
| Versenyző       | Csapat       | Versenyszám        | Csoportmérkőzések    | Csoportmérkőzések   | Csoportmérkőzések   | Csoportmérkőzések   | Csoportmérkőzések    | Csoportmérkőzések     | Csoportmérkőzések   | Elődöntő | Döntő / HO | Hely. |
| Versenyző       | Csapat       | Versenyszám        | Csoport- kör         | Csoport- kör        | Csoport- kör        | Csoport- kör        | Csoport- kör         | Csoport- kör          | Csoport- kör        | Elődöntő | Döntő / HO | Hely. |
| --------------- | ------------ | ------------------ | -------------------- | ------------------- | ------------------- | ------------------- | -------------------- | --------------------- | ------------------- | -------- | ---------- | ----- |
| Delfina Fattore | Zöld csapat  | 3 × 3-as jégkorong | Sárga csapat V 12–4  | Barna csapat V 4–6  | Piros csapat GY 7–9 | Kék csapat V 3–5    | Szürke csapat GY 4–9 | Narancs csapat GY 6–7 | Fekete csapat V 4–9 | Kiesett  | Kiesett    | 5.    |
| Mila Lutteral   | Piros csapat | 3 × 3-as jégkorong | Narancs csapat V 4–6 | Fekete csapat V 5–4 | Zöld csapat V 7–9   | Szürke csapat V 5–8 | Barna csapat GY 11–7 | Sárga csapat GY 5–8   | Kék csapat GY 4–9   | Kiesett  | Kiesett    | 7.    |

## Sífutás

### Fiú
| Versenyző           | Versenyszám       | Selejtező | Selejtező | Negyeddöntő | Negyeddöntő | Elődöntő | Elődöntő | Döntő    | Döntő   |
| Versenyző           | Versenyszám       | Idő       | Hely.     | Idő         | Hely.       | Idő      | Hely.    | Idő      | Hely.   |
| ------------------- | ----------------- | --------- | --------- | ----------- | ----------- | -------- | -------- | -------- | ------- |
| Pedro Cotaro        | 10 km             |           |           |             |             |          |          | 36:20,10 | 75.     |
| Pedro Cotaro        | Klasszikus sprint | 4:09,75   | 76.       | Kiesett     | Kiesett     | Kiesett  | Kiesett  | Kiesett  | Kiesett |
| Pedro Cotaro        | Szabad stílusú    | 5:21,90   | 75.       |             |             | Kiesett  | Kiesett  | Kiesett  | Kiesett |
| Mateo Lorenzo Sauma | 10 km             |           |           |             |             |          |          | 32:48,70 | 66.     |
| Mateo Lorenzo Sauma | Klasszikus sprint | 3:54,39   | 72.       | Kiesett     | Kiesett     | Kiesett  | Kiesett  | Kiesett  | Kiesett |
| Mateo Lorenzo Sauma | Szabad stílusú    | 5:04,46   | 66.       |             |             | Kiesett  | Kiesett  | Kiesett  | Kiesett |

### Lány
| Versenyző                | Versenyszám       | Selejtező | Selejtező | Negyeddöntő | Negyeddöntő | Elődöntő | Elődöntő | Döntő    | Döntő   |
| Versenyző                | Versenyszám       | Idő       | Hely.     | Idő         | Hely.       | Idő      | Hely.    | Idő      | Hely.   |
| ------------------------ | ----------------- | --------- | --------- | ----------- | ----------- | -------- | -------- | -------- | ------- |
| Agustina Groetzner Rocco | 5 km              |           |           |             |             |          |          | 17:33,50 | 54.     |
| Agustina Groetzner Rocco | Klasszikus sprint | 3:19,38   | 61.       | Kiesett     | Kiesett     | Kiesett  | Kiesett  | Kiesett  | Kiesett |
| Agustina Groetzner Rocco | Szabad stílusú    | 5:39,95   | 46.       |             |             | Kiesett  | Kiesett  | Kiesett  | Kiesett |
| Zoe Ojeda Hidalgo        | 5 km              |           |           |             |             |          |          | 19:13,60 | 67.     |
| Zoe Ojeda Hidalgo        | Klasszikus sprint | 3:39,41   | 76.       | Kiesett     | Kiesett     | Kiesett  | Kiesett  | Kiesett  | Kiesett |
| Zoe Ojeda Hidalgo        | Szabad stílusú    | 6:02,20   | 59.       |             |             | Kiesett  | Kiesett  | Kiesett  | Kiesett |

## Snowboard

### Akrobatika
| Versenyző                  | Versenyszám     | Selejtező | Selejtező | Selejtező | Döntő    | Döntő    | Döntő    | Döntő   | Döntő   |
| Versenyző                  | Versenyszám     | 1. futam  | 2. futam  | Hely.     | 1. futam | 2. futam | 3. futam | Össz.   | Hely.   |
| -------------------------- | --------------- | --------- | --------- | --------- | -------- | -------- | -------- | ------- | ------- |
| Valentin Moreno            | Fiú halfpipe    | 30,66     | 34,33     | 16.       | Kiesett  | Kiesett  | Kiesett  | Kiesett | Kiesett |
| Valentin Moreno            | Fiú slopestyle  | 12,33     | 02,33     | 20.       | Kiesett  | Kiesett  | Kiesett  | Kiesett | Kiesett |
| Valentin Moreno            | Fiú big air     | 05,75     | 41,25     | 16.       | Kiesett  | Kiesett  | Kiesett  | Kiesett | Kiesett |
| María Azul Chávez Martínez | Lány halfpipe   | 33,66     | 15,00     | 12.       | Kiesett  | Kiesett  | Kiesett  | Kiesett | Kiesett |
| María Azul Chávez Martínez | Lány big air    | 20,66     | 12,66     | 16.       | Kiesett  | Kiesett  | Kiesett  | Kiesett | Kiesett |
| Morena Poggi Silveira      | Lány slopestyle | 19,00     | 12,50     | 17.       | Kiesett  | Kiesett  | Kiesett  | Kiesett | Kiesett |
| Morena Poggi Silveira      | Lány big air    | 40,33     | 14.00     | 12.       | 07,50    | 16,75    | 35,50    | 52,25   | 9.      |

____
A legjobb pontszám kiemelve.

### Snowboard cross
| Versenyző          | Versenyszám | Előfutamok | Előfutamok | Elődöntő | Döntő   | Hely. |
| Versenyző          | Versenyszám | Pont       | Hely.      | Hely.    | Hely.   | Hely. |
| ------------------ | ----------- | ---------- | ---------- | -------- | ------- | ----- |
| Dante Vera         | Fiú         | 11         | 10.        | kiesett  | kiesett | 20.   |
| Morena Arroyo Mora | Lány        | 9          | 13.        | kiesett  | kiesett | 23.   |

| Versenyző                                                                                        | Versenyszám                   | Előfutamok | Negyeddöntő | Elődöntő | Döntő   | Hely. |
| Versenyző                                                                                        | Versenyszám                   | Hely.      | Hely.       | Hely.    | Hely.   | Hely. |
| ------------------------------------------------------------------------------------------------ | ----------------------------- | ---------- | ----------- | -------- | ------- | ----- |
| 2. vegyes csapat Morena Arroyo Mora (ARG) Sage Stefani (CAN) Jack Morrow CAN) Jacob Walper (CAN) | Snowboard-sícross-vegyesváltó |            | 3.          | Kiesett  | Kiesett | 11.   |
| 7. vegyes csapat Teodora Iljeva (BUL) Josefina Valdes (CHI) Oscar Trygg (NOR) Dante Vera (ARG)   | Snowboard-sícross-vegyesváltó | 4.         | Kiesett     | Kiesett  | Kiesett | 18.   |